# オッピオ
オッピオ（イタリア語: Oppio，ラテン語: Oppius オッピウス）、またはオッピオの丘（イタリア語: Colle Oppio，ラテン語: Oppius Mons）はイタリア ローマ市中心部の丘。広義にはエスクイリーノ（エスクイリヌス）の丘の一部であり、その西側の一部をオッピオの丘という。
古代ローマのアゴナリア祭の一つで12月11日に祝われる「七丘祭」、または七丘祭で祝われる対象の「七丘」のうちの一つである。
共和政ローマ期の著述家マルクス・テレンティウス・ウァロによれば、トゥッルス・ホスティリウス王時代に起こったウェイイとの戦いに加勢するため、トゥスクラムからやって来たオッピウスに因んで名付けられたという。

## ファグタルの丘
「七丘祭」では、オッピウス（オッピオ）の丘の西側を「ファグタルの丘」（Fagutal）として別の丘として扱っている。また、この丘はカリナエの丘（Carinae）と呼ばれることもあったという。これらの呼称は共和政ローマ末期まで使われ、その後は使われなくなった。

## 古代ローマ期の地形図
紀元前31年のローマの地図上に示した、ローマの七丘およびその他の主要地形の名称。都市を囲む黒点線はセルウィウス城壁
初期ローマの七丘
都市ローマ成立前に人が定住したと伝えられる七丘で、オッピウス（オッピオ）、パラティウム（パラティーノの東側）、ウェリア（ヴェーリア）、ファグタル（オッピオの一部）、ケルマルス（パラティーノの西側）、カエリウス（チェリオ）、キスピウスの7つである。
※カッコ内は現代のイタリア語での表記。
ローマの七丘

都市ローマの起源となったローマの七丘は、アウェンティヌス（アヴェンティーノ）、カピトリヌス（カンピドリオ）、カエリウス（チェリオ）、エスクイリヌス（エスクイリーノ）、パラティヌス（パラティーノ）、クイリナリス（クイリナーレ）、ウィミナリス（ヴィミナーレ）の7つである。
※カッコ内は現代のイタリア語での表記。
現代のローマ七丘
アウェンティヌス（アヴェンティーノ）、カピトリヌス（カンピドリオ）、パラティヌス（パラティーノ）、クイリナリス（クイリナーレ）、ホルトゥロルム（ピンチョ）、ヤニクルム（ジャニコロ）、オッピウス（オッピオ）の7つである。
※カッコ内は現代のイタリア語での表記。

## 見どころ

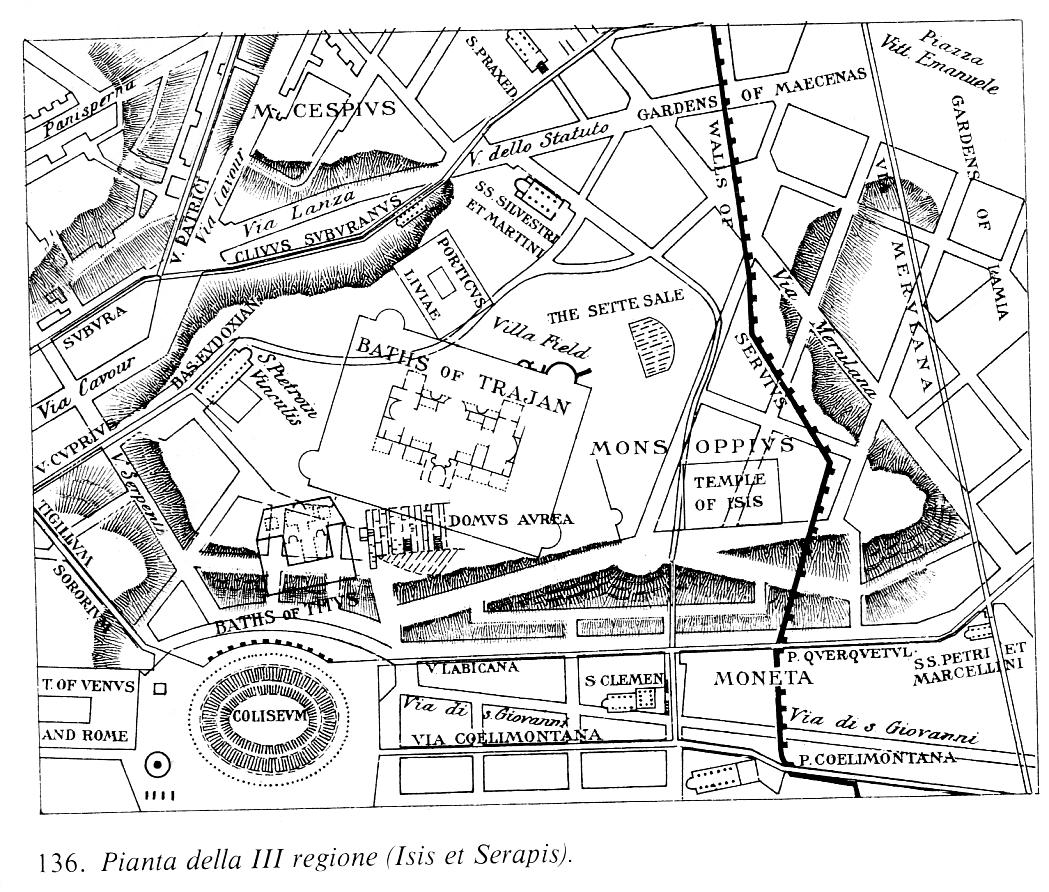
19世紀に描かれた発掘地図

オッピオの丘の大部分はコッレ・オッピオ公園（Parco del Colle Oppio オッピオの丘公園，造営1928年-1936年，広さ11ha）となっている。公園はかつてのトラヤヌス浴場跡となっており、現在でもエクセドラ部分の壁などが残っている。また、フラウィウス円形闘技場（コロッセオ）の谷に向かう斜面の地下にはネロ帝が建てたドムス・アウレアの遺構が残っている。公園内にはティトゥス浴場の跡もわずかながら残っている。
ミケランジェロのモーセ像があるサン・ピエトロ・イン・ヴィンコリ教会やローマ・ラ・サピエンツァ大学がスブッラとの間の斜面に建てられている。エスクイリーノ側にはサン・マルティノ・アイ・モンティ教会やイタリア国立東洋博物館が建っている。
- トラヤヌス浴場
- ドムス・アウレア
- ミケランジェロのモーセ像
- サン・マルティノ・アイ・モンティ教会

## アクセス
地下鉄駅やトラムの停留所は、オッピオの丘の北西側と南側の谷底にある。
- ローマ地下鉄B線 コロッセオ駅およびカヴール駅
- ATACトラム Labicana停留所およびPiazza Del Colosseo停留所